# راشيل ستيفنز
راشيل ستيفنز (بالإنجليزية: Rachel Stevens)‏ (و. 1978 – م) هي ممثلة، ومغنية، ومغنية مؤلفة، وعارضة، من المملكة المتحدة، ولدت في لندن.

## وصلات خارجية
- راشيل ستيفنز على موقع IMDb (الإنجليزية)
- راشيل ستيفنز على موقع ميتاكريتيك (الإنجليزية)
- راشيل ستيفنز على موقع روتن توميتوز (الإنجليزية)
- راشيل ستيفنز على موقع ألو سيني (الفرنسية)
- راشيل ستيفنز على موقع ميوزك برينز (الإنجليزية)
- راشيل ستيفنز على موقع أول موفي (الإنجليزية)
- راشيل ستيفنز على موقع إن إن دي بي (الإنجليزية)
- راشيل ستيفنز على موقع أول ميوزيك (الإنجليزية)
- راشيل ستيفنز على موقع ديسكوغز (الإنجليزية)
- راشيل ستيفنز على موقع قاعدة بيانات الفيلم (الإنجليزية)